# طوطی دالان‌ساز
طوطی دالان‌ساز (نام علمی: Cyanoliseus patagonus) که با نام کونور پاتاگونیا نیز شناخته می‌شود، یک گونه طوطی بومی آرژانتین و شیلی است. این گونه متعلق به سردهٔ تک‌نماد Cyanoliseus با چهار زیرگونه است که در حال حاضر شناخته شده‌اند.

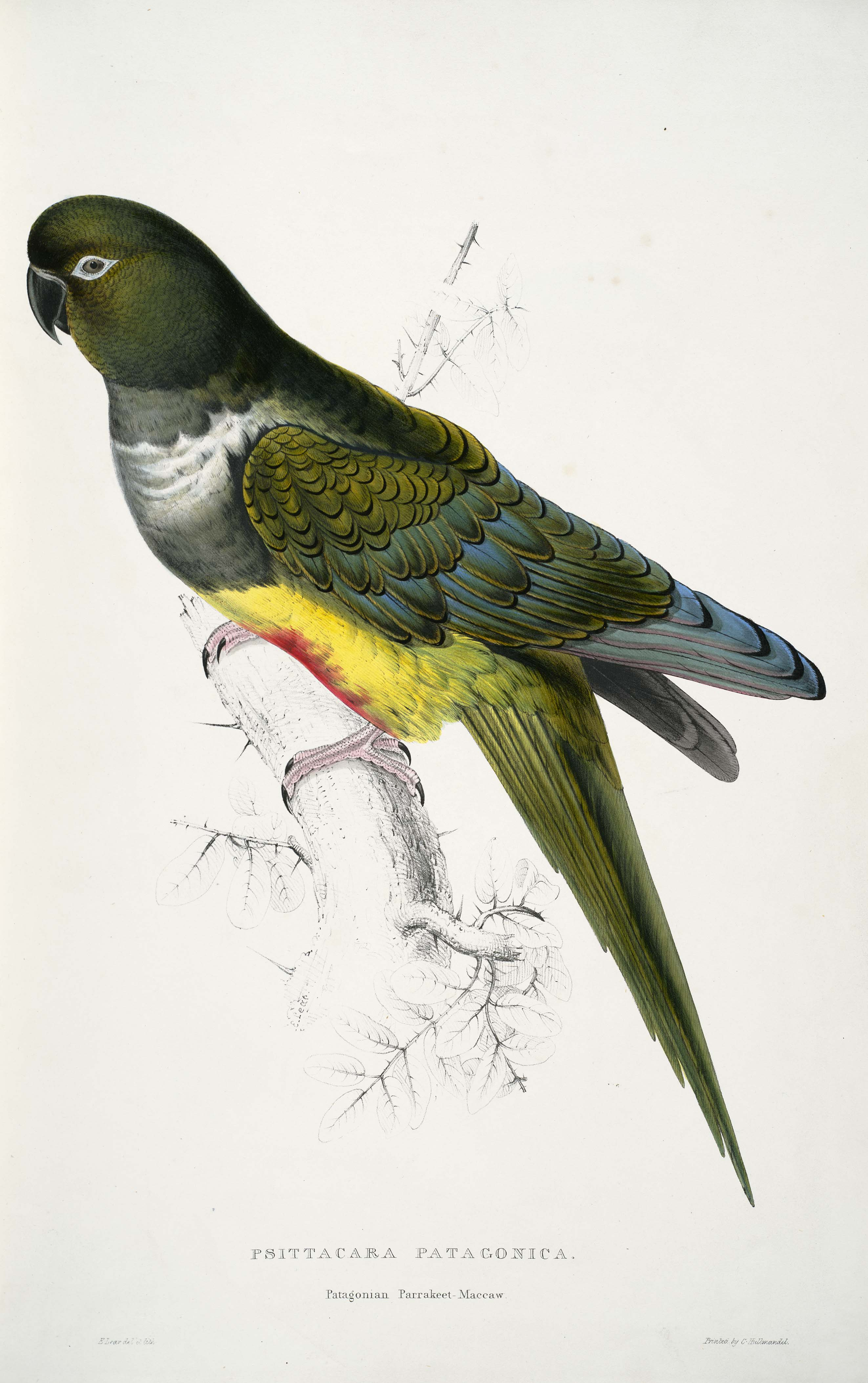
طوطی دالان‌ساز اثر ادوارد لیر

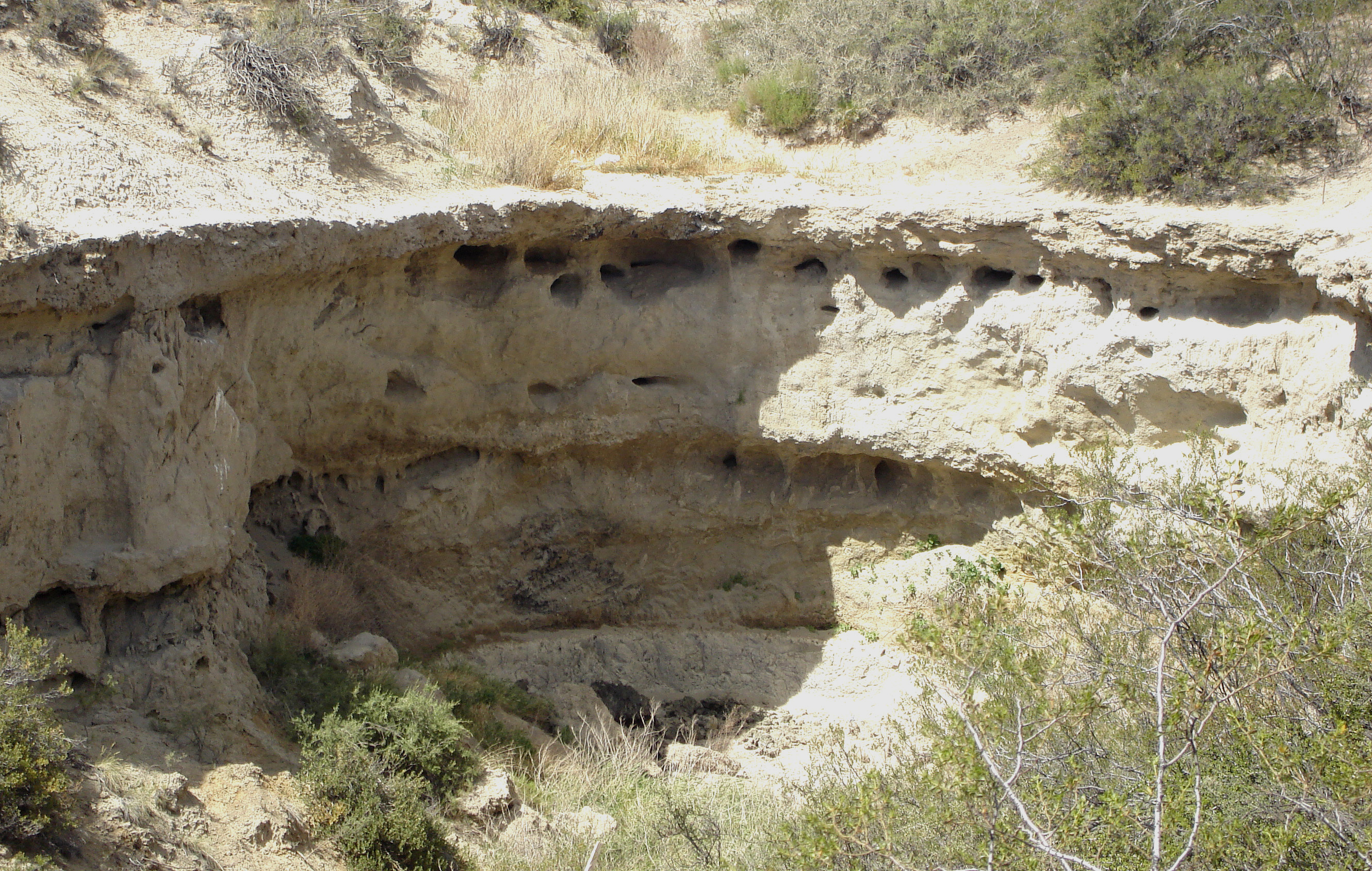
لانه‌های دالان‌شکل